# Doryscus niger
Doryscus niger es una especie de insecto coleóptero de la familia Chrysomelidae.
Fue descrita científicamente en 1998 por Medvedev & Sprecher-Uebersax.